# Haaren (gemeente)
Haaren (uitspraakⓘ) is een voormalige gemeente in de Nederlandse provincie Noord-Brabant. De gemeente telde 14.282 inwoners (1 januari 2021, bron: CBS) en had een oppervlakte van 60,72 km². Haaren ligt op een hoogte van 9 meter.
Dichtstbijzijnde grote steden zijn 's-Hertogenbosch en Tilburg.

## Geschiedenis
De gemeente Haaren werd ingesteld na de napoleontische tijd bij de oprichting van het Verenigd Koninkrijk der Nederlanden.
In 1996 werd de gemeente Haaren samengevoegd met de gemeenten Esch en Helvoirt, in 1997 aangevuld met de plaats Biezenmortel (voormalige gemeente Udenhout). Voor de nieuwe gemeente werd de naam Haaren gekozen nadat was besloten daar het gemeentehuis te vestigen.
Kernen van de gemeente waren:
- Biezenmortel
- Esch
- Helvoirt
- Haaren

Naast deze kernen kende de gemeente ook een aantal buurtschappen: Belvert, Distelberg, Gever, Gijzel, Hal, Heesakker, Hooghout, Kerkeind, Laar, Molenstraat, Noenes, Raam, Schorvert, 't Winkel en Zandkant.
De gemeente Haaren werd per 1 januari 2021 opgeheven en ging op in de buurgemeenten Boxtel, Oisterwijk, Vught en Tilburg. Het kerkdorp Haaren werd bij Oisterwijk gevoegd, Biezenmortel bij Tilburg, Esch bij Boxtel en Helvoirt bij Vught.

## Topografie
Topografisch kaartbeeld van de gemeente Haaren, juni 2019.

## Landschap
In de gemeente Haaren bevonden zich veel bos- en natuurgebieden, waaronder een deel van het Nationaal Park Loonse en Drunense Duinen.
Langs Esch loopt het riviertje de Esschestroom. Langs Biezenmortel loopt het riviertje de Leij en de Zandleij.
Haaren staat bekend als "De Tuin van Brabant" en dankt deze naam mede aan de aanwezigheid van boomkwekerijen.

## Bezienswaardigheden
- Haarendael, tehuis voor personen met een verstandelijke beperking, het vroegere grootseminarie. Hier werd onder andere Peerke Donders tot priester opgeleid. Tijdens de Tweede Wereldoorlog was dit een interneringskamp annex gevangenis (zie kamp Haaren). Burgemeesters en andere vooraanstaande burgers werden er gegijzeld. Daarnaast werden hier geheim agenten gevangengehouden die waren gearresteerd in het kader van het Englandspiel, onder wie marconist Huub Lauwers.
- Kasteel Nemerlaer, wordt onder andere gebruikt voor culturele activiteiten. In het souterrain bevindt zich een horecagelegenheid geschikt voor feesten en partijen. Ook is het kasteel een trouwlocatie voor de gemeente Haaren. Stichting Kasteel Nemerlaer heeft sinds 1968 het kasteel in beheer en heeft het gerestaureerd na ruim 70 jaar leegstand. (De bijgebouwen zijn in gebruik bij Het Brabants Landschap.)

### Monumenten
In de gemeente bevonden zich een aantal rijksmonumenten, gemeentelijke monumenten en oorlogsmonumenten, zie:
- Lijst van rijksmonumenten in Haaren (gemeente)
- Lijst van rijksmonumenten in Haaren (plaats)
- Lijst van gemeentelijke monumenten in Haaren
- Lijst van oorlogsmonumenten in Haaren

### Kunst in de openbare ruimte
In de gemeente Haaren waren diverse beelden, sculpturen en objecten geplaatst in de openbare ruimte, zie:
- Lijst van beelden in Haaren

## Gemeenteraad
De gemeenteraad van Haaren bestond uit 15 zetels. Hieronder staat de samenstelling van de gemeenteraad van 1998 tot en met 2021:
| Gemeenteraadszetels | Gemeenteraadszetels | Gemeenteraadszetels | Gemeenteraadszetels | Gemeenteraadszetels | Gemeenteraadszetels | Gemeenteraadszetels |
| Partij              | 1998                | 2002                | 2006                | 2010                | 2014                | 2018                |
| ------------------- | ------------------- | ------------------- | ------------------- | ------------------- | ------------------- | ------------------- |
| Progressief '96     | 3                   | 2                   | 3                   | 3                   | 4                   | 5                   |
| Samenwerking '95    | 5                   | 7                   | 4                   | 5                   | 6                   | 4                   |
| CDA                 | 5                   | 3                   | 5                   | 4                   | 3                   | 4                   |
| VVD                 | 2                   | 3                   | 3                   | 3                   | 2                   | 2                   |
| Totaal              | 15                  | 15                  | 15                  | 15                  | 15                  | 15                  |
| Opkomst             |                     |                     |                     | 56,45%              | 53,02%              | 53,28%              |

## Bereikbaarheid

### Wegen
Alle kernen van de gemeente Haaren, behalve Esch lagen aan de rijksweg N65. Esch en de buurtschap Hal liggen tegen de rijksweg A2 aan. Esch is te bereiken via afslag Boxtel-Noord, terwijl buurtschap Hal bereikbaar is via de Boxtelseweg, de secundaire weg langs de A2 van Boxtel naar Vught.

### Bus
Gemeente Haaren (Helvoirt en Esch) had sinds 1938 geen treinstation meer. In de gemeente reden er wel een aantal streek- en buurtbussen van Arriva.
De lijnen:
- Lijn 140 ('s-Hertogenbosch - Tilburg, via Helvoirt en Haaren)
- Lijn 203 ('s-Hertogenbosch - Liempde, via Esch)
- Lijn 239 ('s-Hertogenbosch - Oisterwijk, via Helvoirt en Biezenmortel)

## Media

### Radio en televisie
De gemeente Haaren kende twee lokale omroepen. HOS TV, een kabelkrant voor de gehele gemeente en LOESCH TV, lokale televisie voor Esch. In de gemeente zijn ook een aantal regionale omroepen te ontvangen: Omroep Brabant en Radio 8FM. Tussen 1 januari 2006 en 17 juli 2012 was er concurrentie van de commerciële lokale televisiezender brabant10.

### Week- en dagbladen
Het regionale dagblad in Haaren is het Brabants Dagblad. Deze krant heeft een speciale editie voor de Meierij.

## Naam
De naam Haaren is ook in gebruik voor enkele Duitse plaatsen. Verder is het toponiem Haren voor diverse plaatsen in gebruik, waarvan een in de provincie Noord-Brabant: Haren, gelegen nabij Oss.